# Psychotria rigescens
Psychotria rigescens är en måreväxtart som beskrevs av Paul Carpenter Standley. Psychotria rigescens ingår i släktet Psychotria och familjen måreväxter. Inga underarter finns listade i Catalogue of Life.